# Liste von Kartografen
Dies ist eine Liste von Kartografen. Diese Übersicht zu den wichtigsten Kartografen ist alphabetisch nach den Nachnamen sortiert. Gelegentlich fanden auch Verleger und Firmenbezeichnungen Aufnahme. In einigen Fällen wurde statt der Lebensdaten die Zeit der Tätigkeit angegeben. Die Liste erhebt keinen Anspruch auf Aktualität oder Vollständigkeit.

## Übersicht

Nova totius terrarum orbis geographica ac hydrographica tabula, Amsterdam 1635

### A
- Peter van der Aa (1659–1733)
- Abraham Allard (1676–1725)
- Carel Allard (1648–1709)
- Hugo Allard (gest. 1691)
- Jost Amman (1539–1591)
- Peter Anich (1723–1766)
- Peter Apian (1495–1552)
- Philipp Apian (1531–1589)
- Erik Arnberger (1917–1987)

### B
- Martin Behaim (1459–1507)
- Jacques Nicolaus Bellin (1703–1772)
- Jacques Bertin (1918–2010)
- Peter/Petrus/Pierre Bertius (1565–1629)
- Johann Blaeu (1596–1673)
- Willem Janszoon Blaeu (1571–1638)
- Gabriel Bodenehr der Jüngere (1664–1758)
- Rigobert Bonne (1727–1794)
- Emanuel Bowen (1714–1767)
- Theodor de Bry (1528–1598)

### C
- Bernhard Cantzler (ca. 1563–1629)
- César-François Cassini (1714–1784)
- Daniel Cellarius (tätig 1578–1593)
- Johannes Clericus (= Leclerc) (1657–1736)
- Vincenzo Maria Coronelli (1650–1718)
- Johann Covens (Verleger, tätig um 1730, zusammen mit P. Mortier)

### D
- Justus Danckerts (tätig 1630–1695)
- Guillaume Delisle (1675–1726)
- Carl Diercke (1842–1913)
- Paul Diercke (1874–1937)
- Jeremiah Dixon (1733–1779)
- Guillaume-Henri Dufour (1787–1875)

### E
- Max Eckert-Greifendorff (1868–1938)
- Martin Engelbrecht (1684–1756)
- Erhard Etzlaub (1460–1532)

### F
- Nicolas de Fer (1646–1720)
- Richard Finsterwalder (1899–1963)

### G
- Georg Gadner (1522–1605)
- Eduard Gaebler (1842–1911)
- Johannes Michael Gigas (1580– nach 1650)
- Luigi Guicciardini (1523–1589)
- Hans Conrad Gyger (1599–1674)

### H
- Hermann Haack (1872–1966)
- Günter Hake (1922–2000)
- Caspar Henneberg (1529–1600)
- Franziscus Hogenberg (1535–1590)
- Wenzel Hollar (1607–1677)
- Johann Baptist Homann (1664–1724)
- Homann’s Erben (tätig 1730–1813)
- Hendrik Hondius (1573–1650)
- Jodocus Hondius, sen. (1563–1612)
- Jodocus Hondius, jun. (tätig um 1619)
- Blasius Hueber (1735–1814), die ersten zwei Bauernkartografen

### I
- Xaver Imfeld (1853–1909)
- Eduard Imhof (1895–1986)

### J
- Bernard-Hyacinthe Jaillot (1673–1739)
- Charles-Hubert Alexis Jaillot (ca. 1632–1712)
- Johann Janssonius (1588–1664)
- Jost Janszoon Janssonius (1613–1655)
- Jan Janszoon Janssonius (1618–1657)
- Janssonius-Waesberge, Kartogr. Firma (tätig 1693–1750)
- Cornelis de Jode (1568–1600)
- Gerard de Jode (1508–1591)
- Pieter de Jode, der Ältere (1570–1634)
- Louis Joliet (1645–1700)

### K
- Gerard van Keulen (tätig 1704–1726)
- Johannes van Keulen, jun. (1696–1763)
- Blasius Kozenn (1821–1871)

### L
- Johannes de Laet (1581–1649)
- Antoine Lafreri (1512–1577)
- Wolfgang Lazius (Latz) (1514–1565)
- Jean Le Clerc d.J. (1619–1642)
- Jean Le Clerc d.M. (1560–1621)
- Edgar Lehmann (1905–1990)
- Georg Louis Le Rouge (tätig vor 1778)
- Guillaume Delisle (1675–1726)
- Joseph-Nicolaus Delisle (1688–1768)
- Rudolf Leuzinger (1826–1896)
- Conrad Tobias Lotter (1717–1777)
- Matthäus Albrecht Lotter (1741–1810)

### M
- Adriaen Matham (1593–1660)
- Alain Manesson Mallet (1630–1706)
- Gottfried Mascop (gest. nach 1577)
- Charles Mason (1728–1786)
- Johannes Mejer (1606–1674)
- Gerhard Mercator (1512–1594)
- Rumoldus Mercator (1541–1600)
- Matthäus Merian, d. Ä. (1593–1650)
- Matthäus Merian, d. J. (1621–1687)
- Hermann Moll (ca. 1654–1732)
- Pieter Mortier (1661–1711)
- Johann Christoph Müller (1742–1793)
- Johann Christoph Müller d. Ä. (1673–1721)
- Johann Christoph Müller (1773–1821)
- Sebastian Münster (1488–1552)

### N
- Jean Baptise Nolin d. Ä. (1657–1708)
- Jean Baptise Nolin d. J. (1686–1762)

### O
- Matthias Oeder (gest. 1614)
- Rudi Ogrissek (1926–1999)
- Abraham Ortelius (1527–1598)
- Joachim Ottens (tätig 1677–1711)

### P
- Phyllis Pearsall (1906–1996)
- Arno Peters (1916–2002)
- August Petermann (1822–1878)
- Karl Peucker (1859–1940)
- Wolfgang Pillewizer (1911–1999)
- Moses Pitt (tätig 1654–1695)
- Zuane Pizzigano (zu Beginn des 15. Jahrhunderts)
- Joseph Plepp (1595–1642)
- Georg Balthasar Probst (1673–1748)
- Claudius Ptolemäus (87–150)

### Q
- Matthias Quad von Kinckelbach (1557–1613)

### R
- Jacob Ramminger (1535–1606)
- Piri Reis (um 1470–1554)
- Franz Johann Joseph von Reilly (1766–1820)
- Daniel Gottlob Reymann (1759–1837)
- Diego Ribero (gest. 1533)
- Giovanni Antonio Rizzi-Zannoni (1736–1814)
- Gilles Robert de Vaugondy (1686–1766)
- Giovanni Giacomo Rossi (tätig 1649)

### S
- Jakob von Sandrart (1630–1708)
- Nicolas Sanson d’Abbéville, sen. (1600–1667)
- Nicolas Sanson d. J. (um 1626–1648)
- Guillaume Sanson d‘Abbéville, sen. (1633–1703)
- Hartmann Schedel (1440–1514)
- Petrus Schenk (1660–1711)
- Peter Schenk der Jüngere (1693–1775)
- Friedrich Wilhelm Carl Graf von Schmettau (1743–1806)
- Johannes Schöner (1477–1547)
- Thomas Schöpf (1520–1577)
- Johann Georg Schreiber (1676–1750)
- Bartholomäus Scultetus (um 1540–1614)
- John Senex (tätig 1719–1740)
- Matthäus Seutter d. Ä. (1678–1757)
- Matthäus Seutter d. J. (1729–1760)
- Christian Sgrothen (um 1525–1603)
- Daniel Friedrich Sotzmann (1754–1840)
- John Speed (1552–1629)
- Daniel Specklin (1536–1589)
- Georg Ludwig Stäbenhaber (1640–1708)
- Tilemann Stella (1525–1589)
- Adolf Stieler (1775–1836)
- Johann Stridbeck der Jüngere (1665–1714)

### T
- Inō Tadataka (1745–1818)
- Valentin Thau (1531–1575)
- Isaac Tirion (tätig 1705–1765)
- Curt Treitschke (1872–1946)
- Paul Trenckmann (1676–1747)
- Konrad Türst (1450–1503)

### V
- Gerard Valck (1651–1726)
- Ludwig von der Vecht (1854–1919)
- Amerigo Vespucci (1451/1454–1512)
- Georg Matthäus Vischer (1628–1696)
- Nicolaus Vischer (1618–1679)
- Nicolaus Vischer, jun. (1650–1702)

### W
- Martin Waldseemüller (um 1472/1475–1520)
- Christoph Weigel der Ältere (1654–1725)
- Johann Christoph Weigel (1661–1726)
- Karl Wenschow (1884–1947)
- Oswald Winkel (1874–1953)
- Frederik de Wit (gest. 1706)
- Frederik de Wit (1616–1689)

### Z
- Adam Friedrich Zürner (1679–1742)